# Hluhluwe
Hluhluwe (ausgesprochen: schluschlue) ist eine Stadt im nordöstlichen KwaZulu-Natal, Südafrika. Sie liegt zwischen dem iSimangaliso-Wetland-Park (früher: Greater St. Lucia Wetland Park) und dem Hluhluwe-Umfolozi-Park. Der Name ist isiZulu und bezieht sich auf die dornigen Schlingpflanzen – umHluhluwe genannt –, die in großen Mengen am Fluss wuchsen. 2011 hatte Hluhluwe 3830 Einwohner. Im Einzugsgebiet der Stadt gibt es Viehwirtschaft, außerdem werden Nutzholz, Zuckerrohr und Ananas angebaut. Bis zu 95 Prozent der südafrikanischen Ananasproduktion kommen aus der Gegend.

## Kultur
Das Gebiet, das sich nördlich des Tugela bis hin zu den südlichen Lebombobergen erstreckt, zählte zur Heimat der Zulu. Man kann im Ort viel über die Kulturgeschichte des Volks erfahren. Es besteht die Möglichkeit, Tänzen oder dem traditionellen Bau von Bienenstöcken zuzuschauen.

### Touren

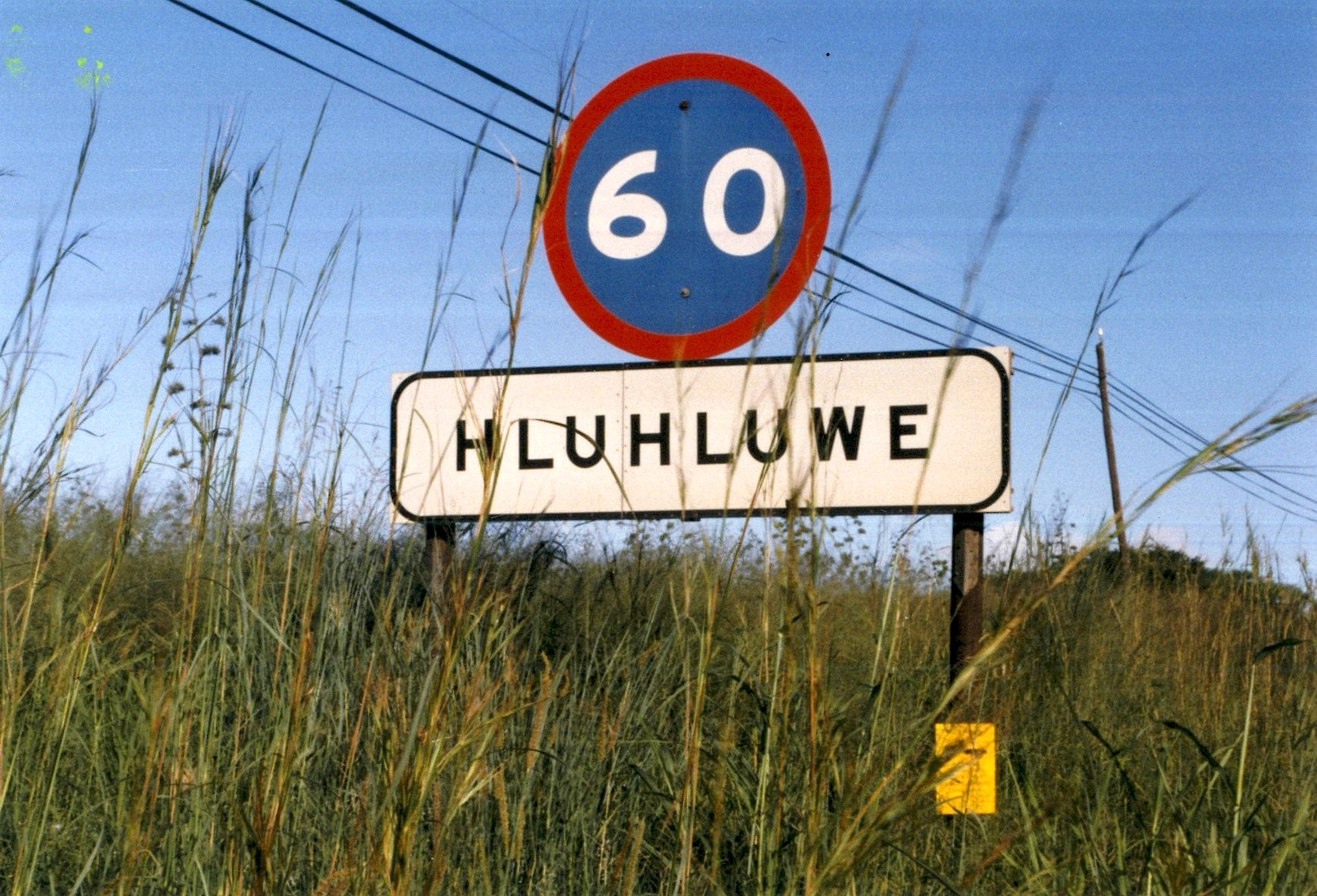
Straßenschild

In Hluhluwe werden verschiedene Bootsfahrten angeboten, zum Beispiel Mokoro-Fahrten und Kayaksafaris auf dem St.-Lucia-See. So lassen sich Flusspferde, Krokodile, Vögel und andere Tiere beobachten.
Es gibt viele Reitpfade. Auch zum Wandern ist die Gegend geeignet.